# برالا (نیو ساوت ولز)
برالا (به انگلیسی: Berala) یک حومه شهر در استرالیا است که در نیو ساوت ولز واقع شده‌است.